# Radek Mach
Radek Mach (* 28. září 1984 Praha) je bývalý český profesionální volejbalista, blokař, výška 206 cm. Celou svou profesionální kariéru strávil ve VK Jihostroj České Budějovice, kde odehrál rekordních 19 sezón. Do týmu přišel v roce 2003 z VK Dukla Liberec junioři, a v závěru kariéry vykonával v klubu funkci kapitána týmu. Na dresu nosil číslo 3. S VK Jihostroj České Budějovice hrával pravidelně evropské poháry včetně CEV Liga mistrů. Byl dlouholetý reprezentant České republiky, reprezentoval ČR na světové univerziádě v roce 2007 v Thajsku a v roce 2009 v Bělehradě. Po ukončení hráčské kariéry v létě 2022 nastoupil v klubu VK Jihostroj České Budějovice jako asistent trenéra René Dvořáka.
Úspěšně získal titul Mgr. na Karlově univerzitě v Praze. Od roku 2013 je ženatý s manželkou Lenkou a v roce 2015 se jim narodila dcera Nella.

## Týmové úspěchy
- 8x mistr extraligy s VK Jihostroj České Budějovice (2007, 2008, 2009, 2011, 2012, 2014, 2017, 2019)
- 3x 2. místo v extralize s VK Jihostroj České Budějovice (2013, 2015, 2021)
- 4x 3. místo v extralize s VK Jihostroj České Budějovice (2005, 2010, 2016)
- 4x vítěz Českého poháru s VK Jihostroj České Budějovice (2011, 2019, 2020, 2022)
- vítěz Superpoháru s VK Jihostroj České Budějovice (2011)

#### Reprezentace
- 4. místo na světové Univerziádě v Bělehradu 2009
- 7. místo na Mistrovství Evropy 2017